# Вільха біла
Вільха біла (Alnus rhombifolia) — рослина роду вільха, росте у західній частині Північної Америки.
Звичайно росте в безпосередній близькості від водних потоків і є індикатором постійно високого водного стола. Біла вільха має листопадні, безволосі, плоскі листки із зубчастими краями, які не згортаються у трубочку. Чоловічі і жіночі квітки рознесені до окремих сережок на тому ж дереві. Дерев'яниста жіноча сережка нагадує маленький сосновий конус, часто золотиться і використовується як коштовність. Молоді пагони раніше використовувалися для виробництва стріл. Суха перегнила деревина вільхи білої використовувалася разом з корою верби як припарка на ранах. Коріння вільхи мають червоний колір і використовувалися для виробництва плетених кошиків. Вільхи мають вузлики на коріннях, з бактеріями, що здійснюють фіксацію азоту і дозволяють їм рости на бідних ґрунтах. Коли листя розкладається, воно збагачує ґрунт і робить його кислішим.
| Гібіскус | Це незавершена стаття про квіткові рослини. Ви можете допомогти проєкту, виправивши або дописавши її. |